# Rektor Johanssons gård
Rektor Johanssons gård är en byggnad i hörnet av Kungsgatan och Nytorgsgatan i kvarteret Domherren 9 i Umeå. Byggnaden uppfördes 1876 för läroverkets rektor Johan Johansson efter ritningar av stadsbyggmästare G.A. Pettersson. Sedan 28 januari 1985 räknas byggnaden som byggnadsminne.
Byggnaden är uppförd av timmer i två våningar med ett flackt valmat plåttak. Fasaden utgörs av en ljus panel i nyrenässansstil med pilastrar, listverk och konsolfris. Med anledning av stadsbranden 1888 är Johanssons gård en av få kvarvarande representanter för 1870-talets stadsbebyggelse i Umeå.